# Luc Borrelli
Luc Borrelli (Marsiglia, 2 luglio 1965 – Molphey, 3 febbraio 1999) è stato un calciatore francese, di ruolo portiere.

## Carriera
Cominciò la sua carriera con l'ASPTT Marseille. Nel 1986 si è trasferito a Toulon, con circa 150 presenze. Nel 1993 è giunto al Paris Saint-Germain, ma con solo quattro presenze in due stagioni, entrando a far parte della rosa del Caen nel 1995.
Nel 1998 è stato acquistato dal Lione, ma morì in un incidente d'auto nel febbraio 1999. Il Lione in seguito ha ritirato la maglia col numero 16 in suo onore, e il Caen ha nominato un'intera gradinata in suo onore.

## Palmarès

### Giocatore

#### Competizioni nazionali
- Campionato francese: 1

PSG: 1993-1994
- Coppa di Lega francese: 1

PSG: 1994-1995